# Estación Garibaldi
Garibaldi es una estación ferroviaria ubicada en la localidad de Garibaldi, departamento Castellanos, Provincia de Santa Fe, Argentina.
Fue inaugurada en los años 1890 por el Ferrocarril Central Argentino.
La estación Garibaldi fue un nodo ferroviario de importancia. Confluían tres ramales. El más importante de ellos era Gálvez a San Francisco. El otro ramal de menor importancia era el que iba desde Cañada de Gómez hasta esta estación. El tercer ramal, el de menor importancia relativa, era el que conectaba Santa Fe con San Francisco, vía Empalme Matilde.

## Servicios
La estación corresponde al Ferrocarril General Bartolomé Mitre de la red ferroviaria argentina. No presta servicios de pasajeros ni de cargas, sus vías e instalaciones están concesionadas a la empresa de cargas Nuevo Central Argentino.

## Galería

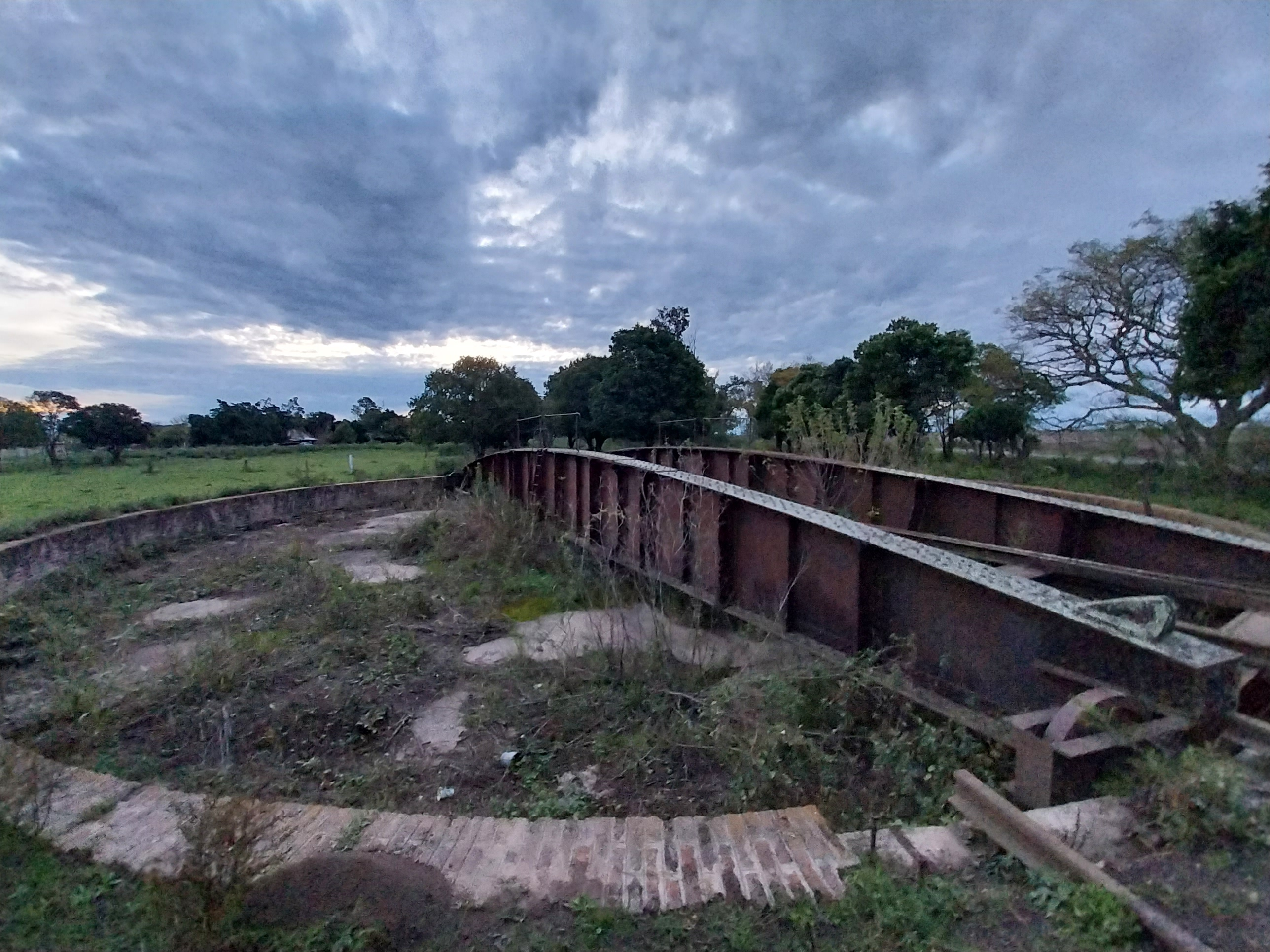
Mesa giratoria de Estación Garibaldi